# 拉热内图兹
拉热内图兹（法語：La Genétouze，法語發音：[la ʒənetuz]；2017年之前拼作）是法国卢瓦尔河地区大区旺代省的一个市镇，位于该省中部，省内永河畔拉罗什市区西北，属于永河畔拉罗什区。

## 地理
拉热内图兹（46°43'37"N, 1°30'47"W）面积13.12 平方千米，位于法国卢瓦尔河地区大区旺代省，该省份为法国西部沿海省份，北起大西洋卢瓦尔省和曼恩-卢瓦尔省，西临大西洋，南至滨海夏朗德省，东部及东南部与德塞夫勒省接壤。
与拉热内图兹接壤的市镇（或旧市镇、城区）包括：艾泽奈、穆耶龙勒卡普蒂夫、维河畔勒普瓦雷、沃南索。
拉热内图兹的时区为UTC+01:00、UTC+02:00（夏令时）。

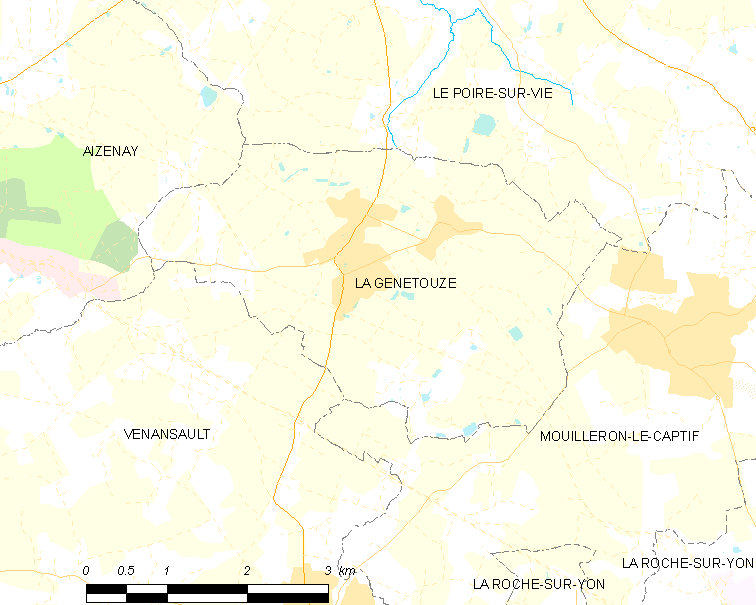
拉热内图兹的OSM定位图

## 行政
拉热内图兹的邮政编码为85190，INSEE市镇编码为85098。

## 政治
拉热内图兹所属的省级选区为艾泽奈县。

## 人口

1962-2008年间拉热内图兹人口变化图示

拉热内图兹于2022年1月1日时的人口数量为1963人。